# Bosque de Busaco

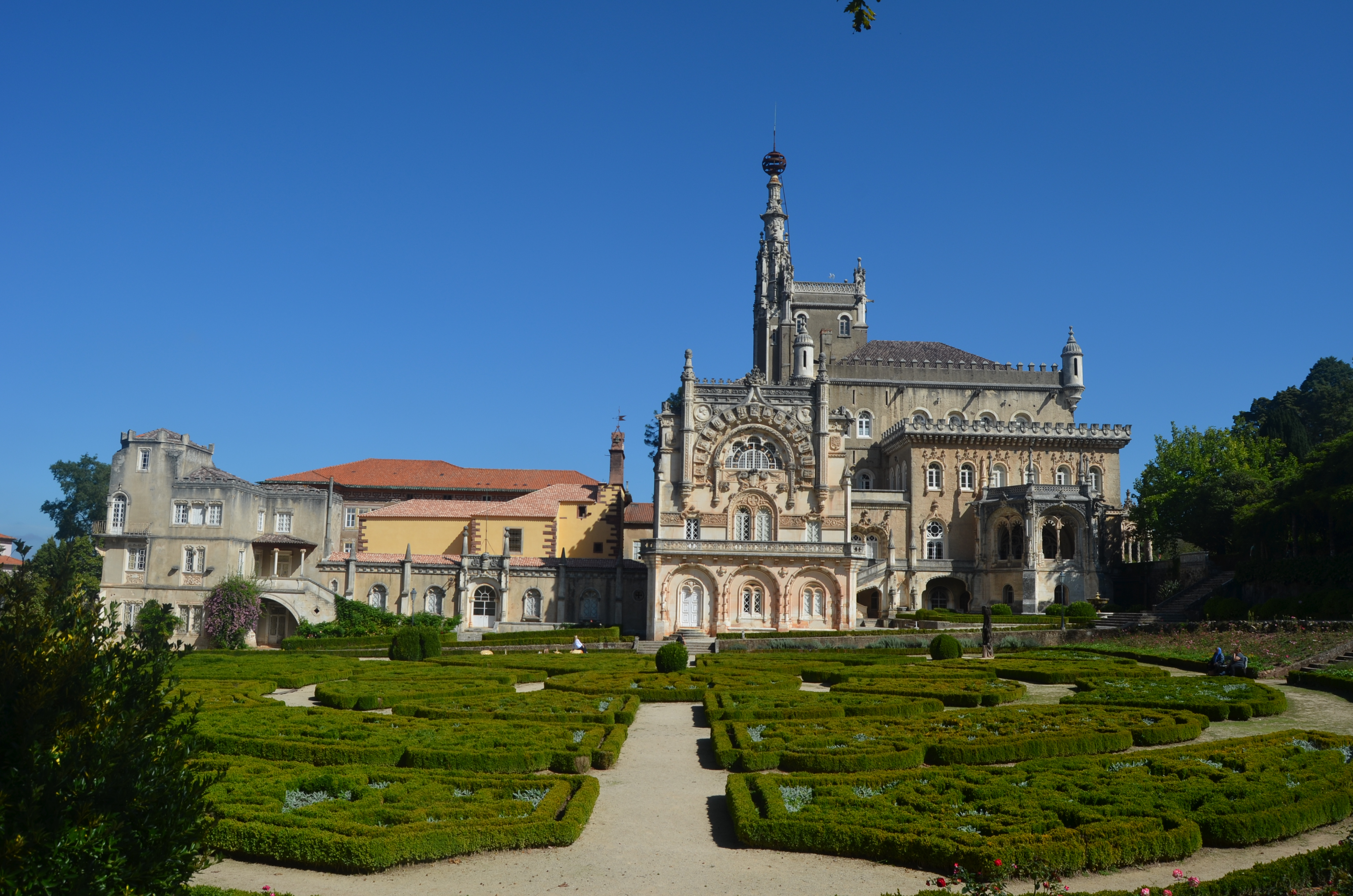
El palacio hotel rodeado del jardín formal de influencia barroca

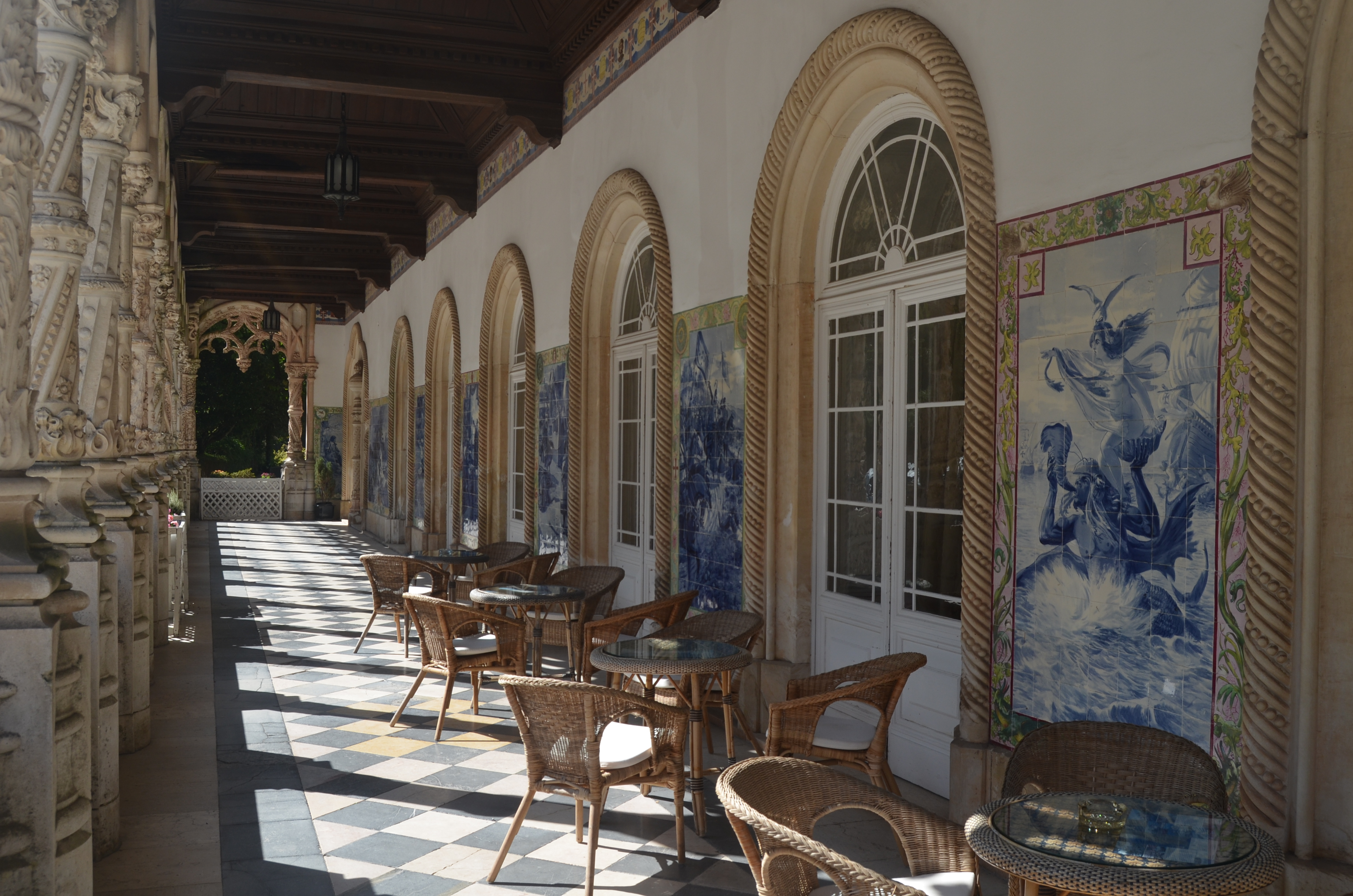
Una de las galerías del palacio decorada con los azulejos del ceramista Jorge Colaço

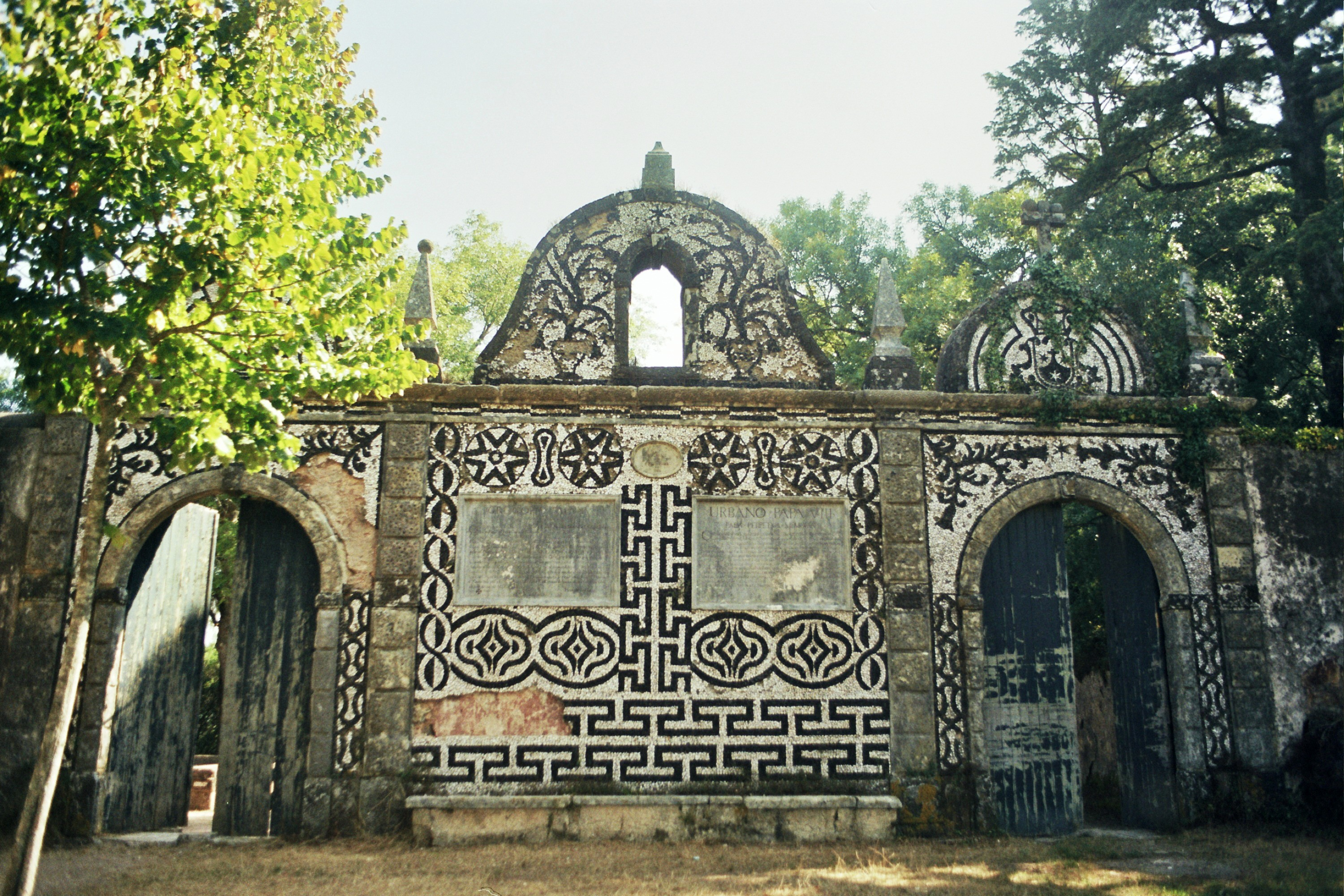
Puertas de Coímbra, en el centro las dos placas de piedra con las bulas papales

El Bosque de Busaco (en portugués: Mata Nacional do Buçaco) es un antiguo arboreto amurallado en la región Centro de Portugal. Se considera una de las mejores colecciones dendrológicas de Europa. Está clasificado como monumento nacional desde el 27 de junio de 2017.
El bosque tiene unas dimensiones de 1450 por 950 metros, y cubre una superficie de 105 hectáreas. El perímetro de la muralla con 3 m de altura, es de aproximadamente 5750 m, interrumpido por once puertas, en dos de las cuales —las puertas de Coímbra, la antigua entrada al monasterio—, están grabadas en piedra dos bulas papales. En la primera, el Papa Gregorio XVI en 1622, prohibía la entrada a las mujeres a los conventos carmelitas, con amenaza de excomunión. La segunda, que data de 1643, el Papa Urbano VIII también amenazaba con la excomunión a cualquiera que dañara los árboles.
En el bosque crecen alrededor de 400 especies autóctonas y 300 exóticas que introdujeron los marineros portugueses durante la Edad de los Descubrimientos. En 2004 Portugal presentó el Bosque de Busaco en la lista provisional de la UNESCO como Patrimonio de la Humanidad.

## Toponimia
La mención al "monte buçaco" (o bussaco) se remonta a la antigüedad. 

En un documento del año 919 sobre una donación de tierra de Gundesindo al monasterio de Lorvão se lee: ... cum suas ualles que discurrunt de monte buzaco.

En otro de 1002 dice: ...in loco predicto uaccariza subtus monte nuncupato buzacco...

Su significado se atribuye al término latino boscum sacrum. Según uno de los poemas en el libro Soledades do Buçaco, de la escritora del siglo xvi Bernarda Ferreira de Lacerda:

En aquelles siglos de oro
Y venturosas edades
Qual el de Lacio Sublaco
Solia el monte llamarse

Este poema se referiría al desierto de Sublaco cerca de Roma, donde san Benito, fundador de la Orden de los Benedictinos, hizo penitencia durante tres años.

## Historia

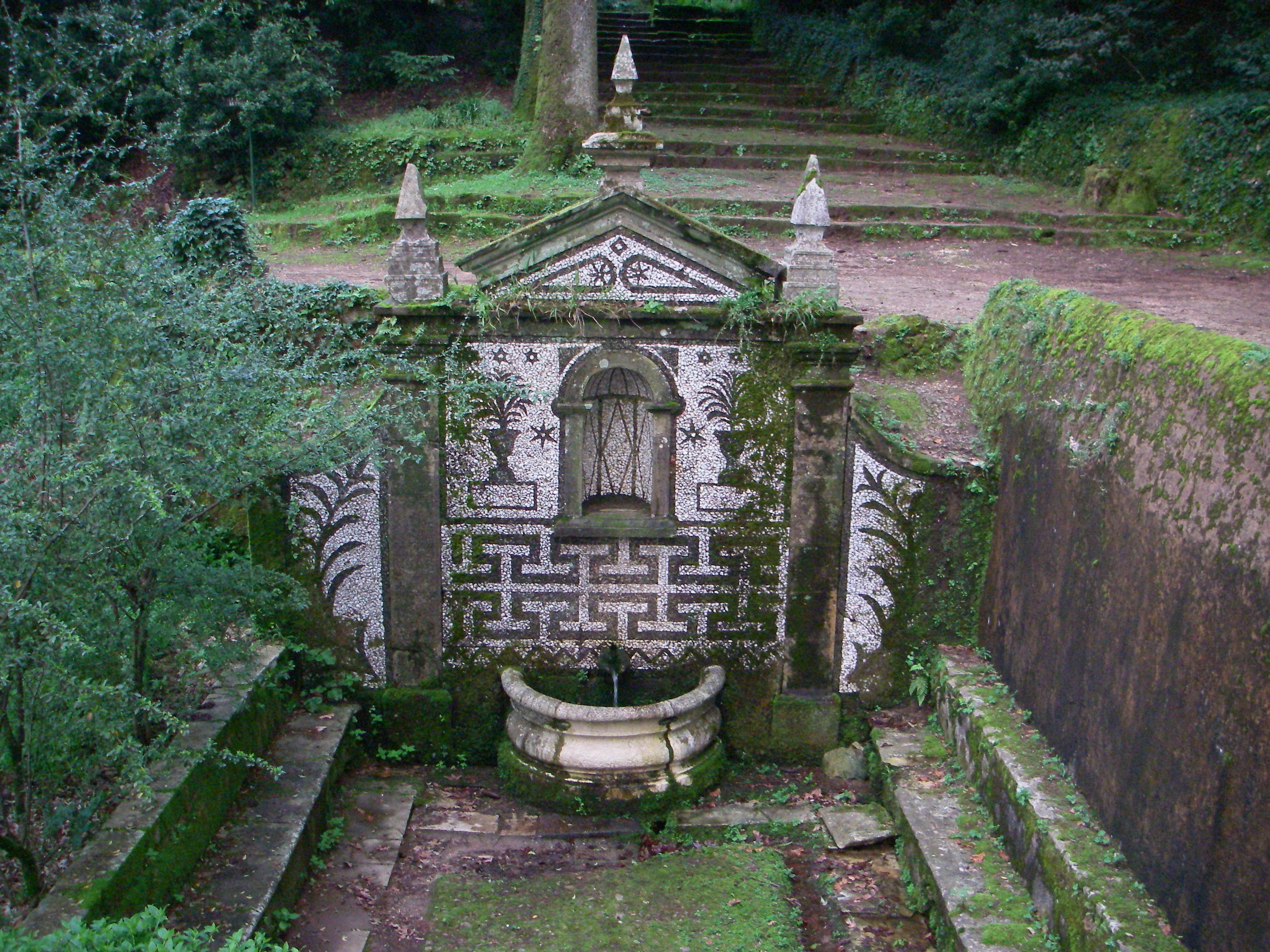
Fuente de Santa Teresa

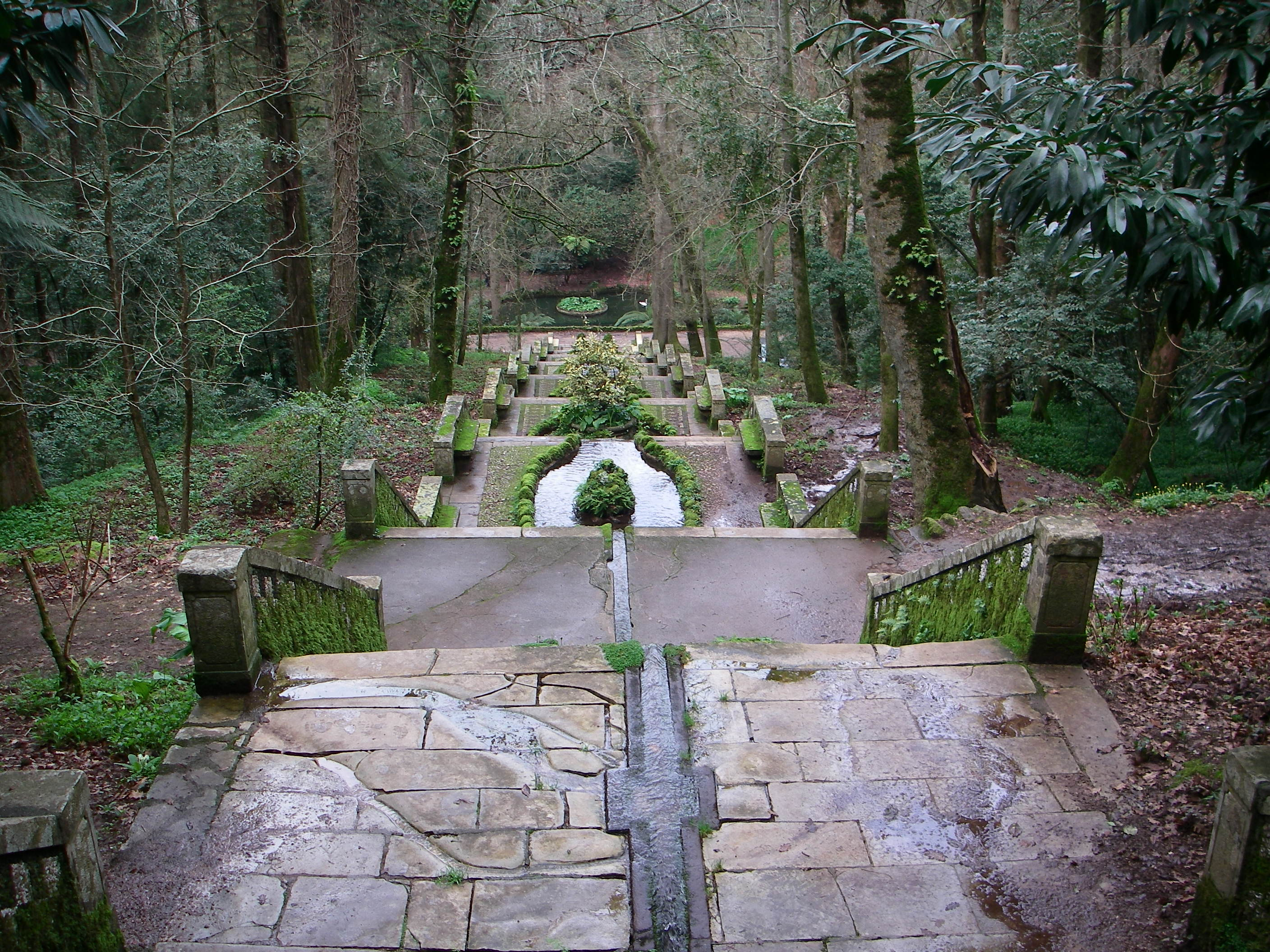
Manantial de Fonte fria (fuente fría) en la ruta del agua. La escalinata desciende hasta el valle de los helechos.

El bosque de Buçaco fue poblado por primera vez en el siglo vi por frailes de un monasterio benedictino cercano; quinientos años después, en el siglo xvii, los obispos de Coímbra tomaron posesión del bosque y en 1628 lo donaron a la Orden de los Carmelitas Descalzos. Los monjes carmelitas construyeron rápidamente un convento, ermitas, fuentes y los muros circundantes, además de cuidar el bosque e introducir algunas especies botánicas. También levantaron la primera de las diez puertas del bosque, Portas de Coimbra (Puerta de Coímbra). Durante este período se emitieron dos bulas papales: la primera, fechada en 1622, prohibía a las mujeres entrar en el bosque; la segunda, fechada en 1643, amenazaba con excomulgar a quien dañara los árboles. El texto de ambas bulas está grabado en placas de piedra fijadas en la pared exterior de Portas de Coímbra. A finales del siglo xvii se construyeron pequeñas capillas que representaban el Vía Crucis a lo largo de la Vía Sacra, un camino empinado y sinuoso que conduce desde el convento hasta el punto más alto del bosque, Cruz Alta. La longitud del camino y las distancias entre capillas fueron medidas cuidadosamente para representar el viaje de Cristo desde el Monte de los Olivos hasta el Calvario.
En septiembre de 1810 la tranquilidad fue interrumpida por la batalla de Busaco: el futuro Duque de Wellington, al mando de un ejército anglo-portugués de más de 56 000 hombres, mantuvo una posición defensiva en la Serra do Buçaco y logró detener el avance del general Massena hacia Portugal. Wellington se quedó en el convento del Bosque de Buçaco durante los días previos a la batalla; un olivo al que ató su caballo todavía se mantiene en pie y está etiquetado como "el olivo de Wellington".
Los monjes permanecieron en Busaco durante dos siglos, hasta la promulgación de la ley que disolvía las órdenes monásticas en 1834, con lo cual la propiedad y la gestión del bosque fueron transferidas a la Administração Geral das Matas do Reino. No obstante, el bosque no quedó abandonado, sino a cargo de un sacerdote y un mayordomo.
Cuando en 1877 en una visita de la familia real María Pía de Saboya se enamoró del bosque, encargó convertirlo en un jardín inglés con diferentes instalaciones, a la moda de la época. Sin embargo, el proyecto nunca se llevó a cabo. En 1855 el bosque había pasado a formar parte de la Administración General de Bosques del Reino y el entonces Ministro de Obras Públicas, Emídio Navarro, se hizo cargo de la remodelación y la construcción del palacio.
En 2004, Portugal presentó el Bosque de Buçaco a la lista provisional de Patrimonio de la Humanidad de la UNESCO. El sitio web de la UNESCO describe el bosque como "el arquetipo de un paisaje romántico del siglo xviii", añadiendo que "posee un notable patrimonio botánico y paisajístico" y es un lugar de "belleza rara y excepcional". José Saramago, ganador del Premio Nobel de Literatura en 1998, declaró: "El bosque de Buçaco exige todo un vocabulario que, una vez pronunciado, nos dice que todavía queda mucho por decir. El bosque de Buçaco no se describe. Lo mejor es perderse en él". En 2009, el actual órgano de gobierno del bosque, la Fundação Mata do Buçaco, se creó para gestionar, conservar, revitalizar y explotar el bosque. Un año después, el programa LIFE de la Unión Europea subvencionó una iniciativa destinada a preservar el segmento más antiguo del bosque y controlar las amenazas planteadas por especies invasoras no autóctonas. El proyecto se conoce como BRIGHT (Recuperación de Bussaco de Invasiones que Generan Amenazas al Hábitat) y está previsto que se prolongue hasta 2016.

## El palacio hotel
El diseño del palacio, obra del arquitecto Luigi Manini, comenzó en 1888 y finalizó en 1907. Se ubicó en el emplazamiento del monasterio. Manini se inspiró en la Torre de Belém y el claustro del monasterio de los Jerónimos para crear un edificio de estilo neomanuelino. Del primitivo monasterio carmelita solo se conservó la iglesia y el claustro, que se integraron en la nueva construcción. Las obras pictóricas y escultóricas fueron fruto de artistas como Nicola Bigaglia y José Alexandre Soares. Otro elemento destacado es la azulejería que decora buena parte de las paredes, obra del pintor y ceramista Jorge Colaço, con motivos alegóricos a la Guerra de la Independencia, la batalla de Busaco y las travesías marítimas portuguesas. Los que recubren varios tramos de la galería se inspiran en obras de Camões.

## Geografía y clima
El bosque está situado en la punta noroeste de la Sierra de Busaco en la región Centro de Portugal. La elevación sobre el nivel del mar comprende entre los 190 y 547 metros. Se asienta en una zona geológica transaccional entre la Orla Meso-Cenozoica y el Macizo Hespérico, pliegue que se extiende hasta la Sierra de Lousã. Las formaciones rocosas contienen, entre otros minerales, lutitas, metagrauvacas, metacuarzovacas y metaconglomerados. Las diferentes mezclas de areniscas y arcillas que forma el sustrato, junto con un microclima caracterizado por temperaturas suaves, frecuentes nieblas y una precipitación de 1500 mm anuales propician la vida de la variada vegetación que habita el bosque.
El centro urbano importante más cercano es Coímbra, una histórica ciudad universitaria y antigua capital de Portugal; la parroquia más cercana es Luso a 3 km, una ciudad balneario renombrada por sus aguas medicinales.

## Flora

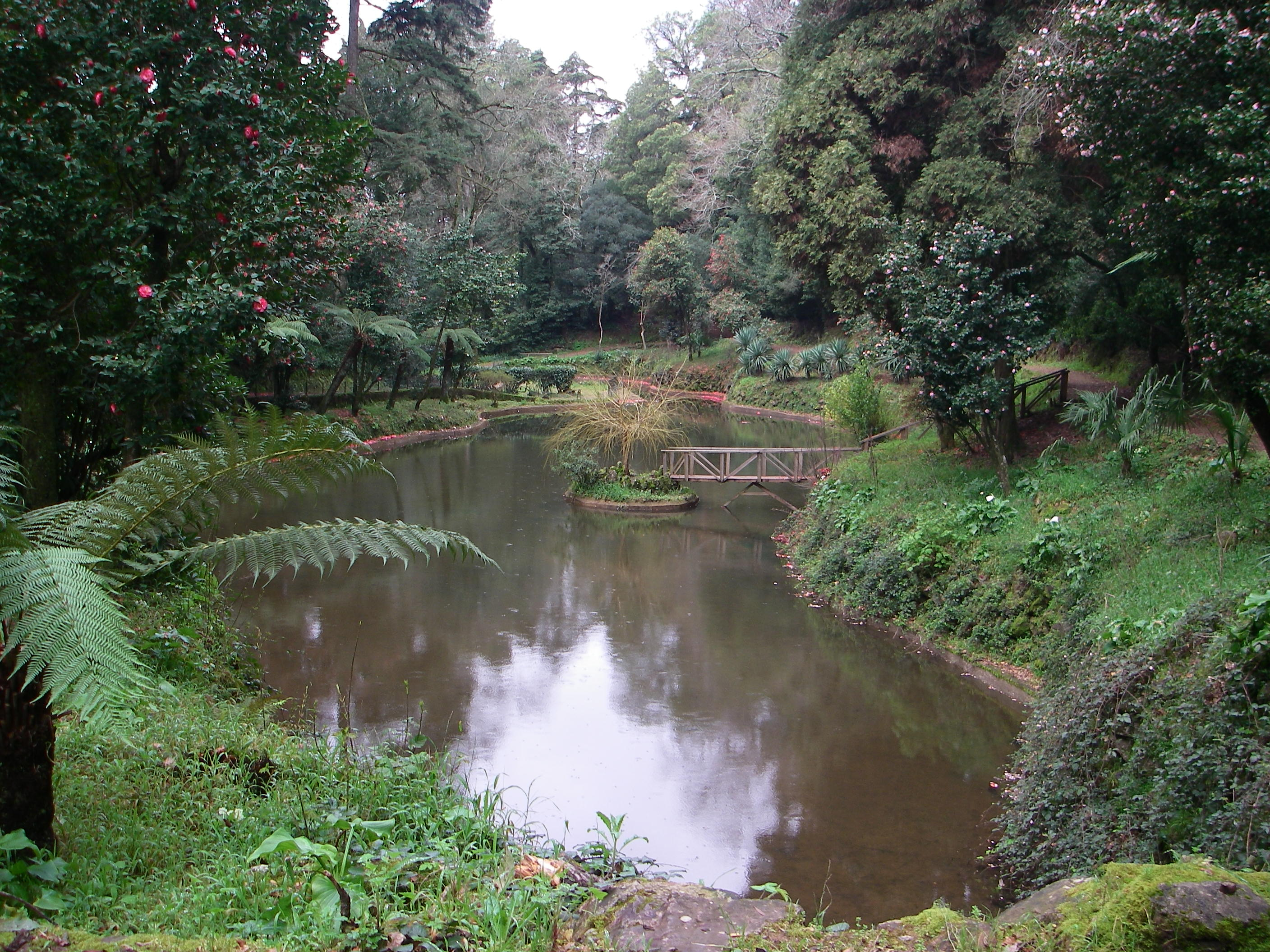
Lago Grande

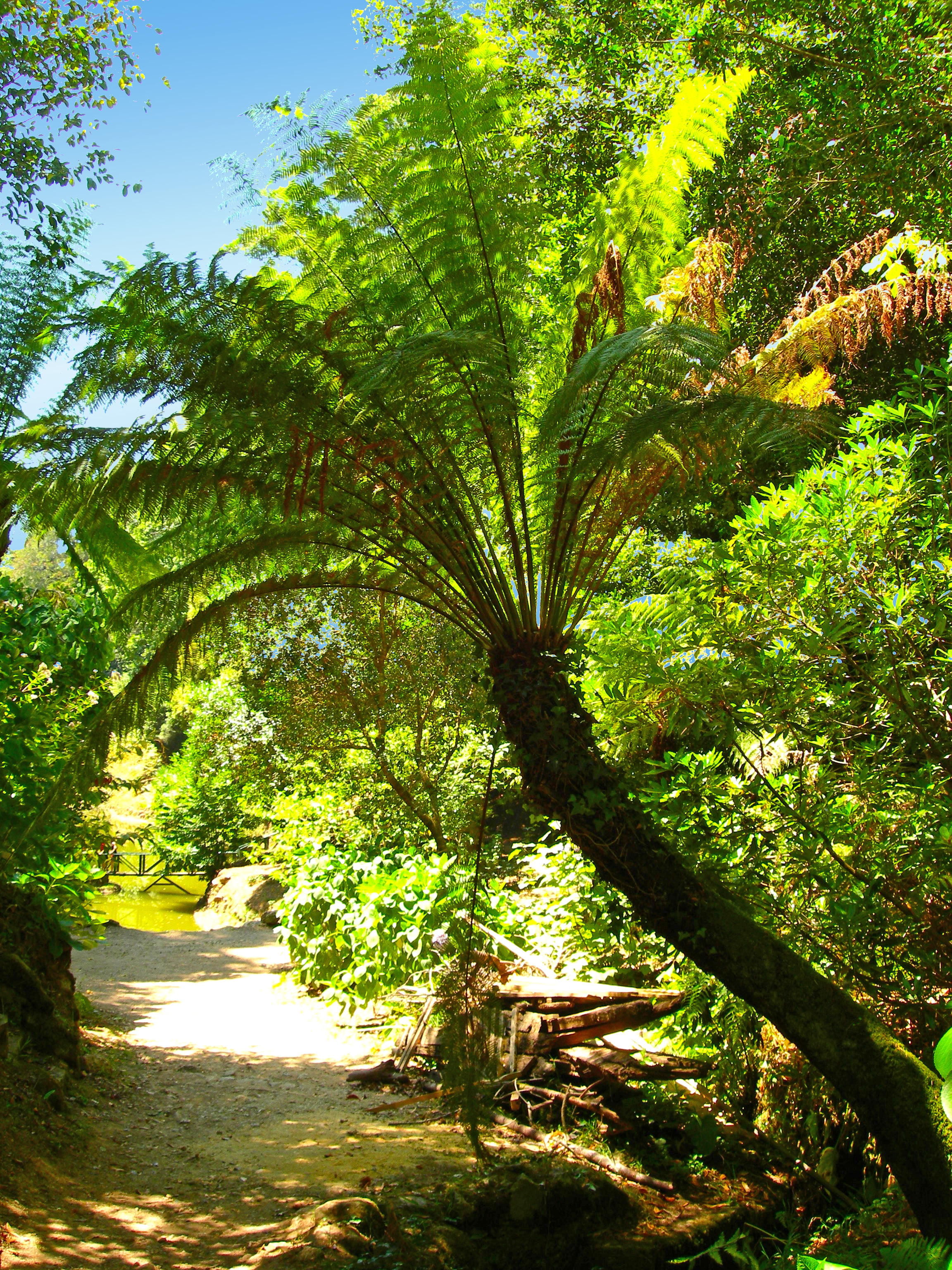
Un ejemplar de Dicksonia antarctica en el valle de los helechos

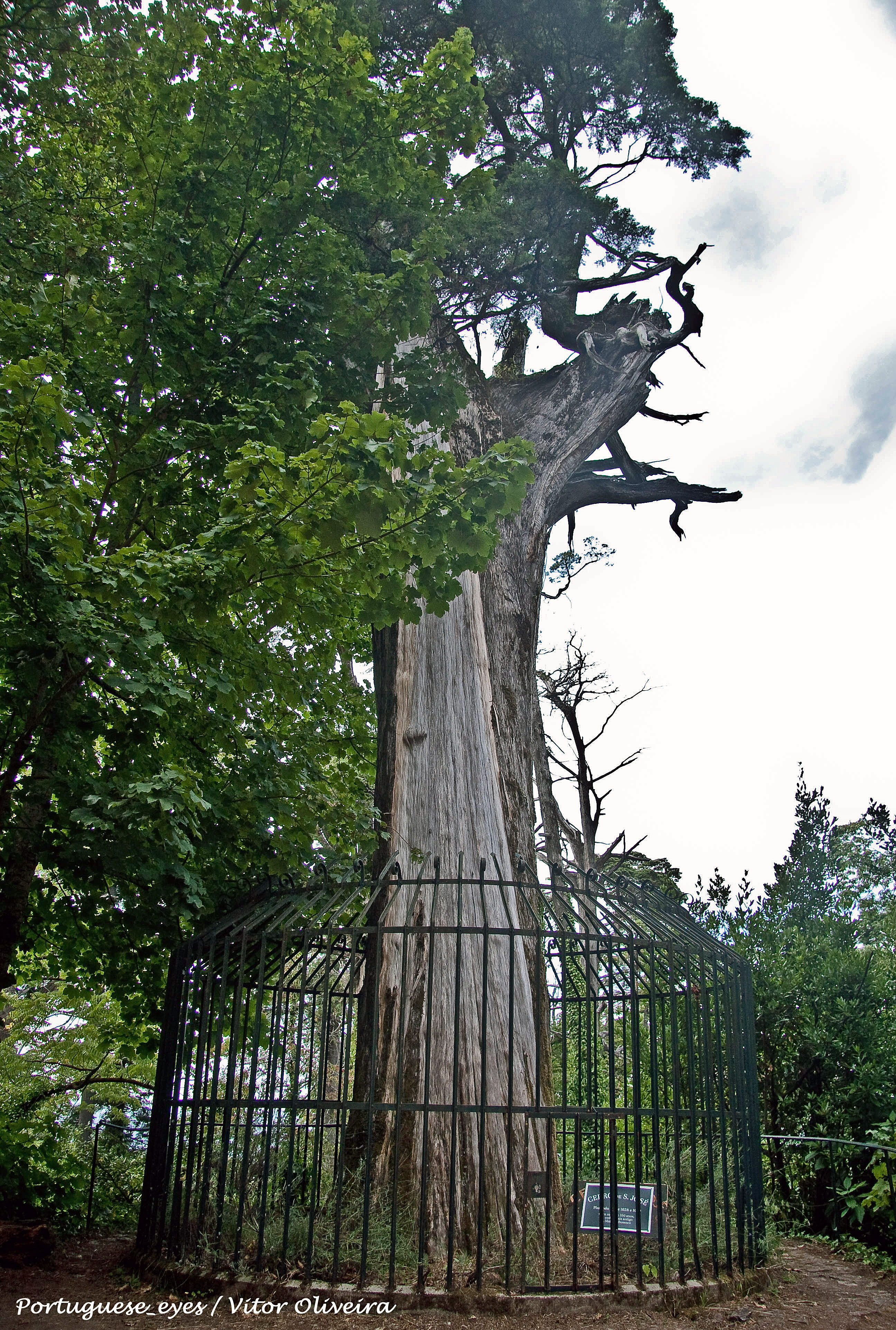
Lo que queda del cedro de San José después del ciclón de 2013

El bosque de Busaco alberga una de las mejores colecciones dendrológicas de Europa.
Entre las muy diversas especies que lo habitan se encuentran aliso común, pitosporos, mimosas, acacias, tilos (habitantes habituales de la laurisilva).
De los 86 árboles notables registrados por la Fundación Mata do Bussaco, muchos, por sus características y longevidad, han sido mencionados en la literatura popular y académica. 
 
En 1768 el botánico inglés Philip Miller provocó un debate de doscientos años al afirmar que una de las especies de ciprés del bosque, Cupressus lusitanica, era originaria de Goa; a finales de la década de 1990 el escritor experto en vinos Hugh Johnson visitó el arboreto y describió un eucalipto regnans como "seguramente el más grandioso de Europa"; recientemente, el historiador y arborista Thomas Pakenham incluyó uno de los notables ejemplares, una Araucaria bidwillii en su libro Árboles Notables del Mundo.

#### Los ambientes
El bosque se divide en tres ambientes: 
- el arboreto, que ocupa alrededor del 80% del bosque, es donde se ha producido la mayor reforestación iniciada por los carmelitas en el siglo xvii con especies autóctonas, excepto por la introducción de los cipreses (cupressus lusitanica) que solicitaron expresamente y se han convertido en el emblema del bosque. Uno de sus ejemplares más notables, el "Cedro de San José", llamado así por haber sido plantado junto a la ermita del mismo nombre en 1644, fue derribado por un ciclón en 2013. Medía 16 m y 5,5 m de circunferencia de tronco.[18][19] A mediados del siglo xviii se empezaron a introducir especies foráneas como cedros,douglasias, araucarias,sequoyas, eucaliptos.
- la Floresta Relíquia (bosque de reliquias), una reducida zona al sudoeste, habitada únicamente por especies autóctonas consideradas reliquias de la laurisilva existente antes de la aparición del hombre. Formando tres hábitats distintos se encuentran el robledal, el lauredal predominando el laurel portugués, que crece junto con los madroños, y el adernal, donde se concentran ejemplares de la especie (Phillyrea latifolia) que extraordinariamente alcanzan 15 m de altura.[1]
- El jardín es el área más formal que rodea el palacio. Se estableció entre 1886-87 en el estilo barroco tradicional de la época, con parterres bordeados por setos de boj en topiaria. El valle de los helechos (Vale dos Fetos), establecido entre 1887-88, es otra de las zonas ajardinadas, se encuentra junto al Lago Grande y está habitada por una formación de helechos arbóreos (Dicksonia antarctica). El administrador en aquellas fechas, Ernesto de Lacerda, se desplazó en persona a viveros franceses y belgas para comprar las semillas y plantas que ocuparían los jardines.[6]

En 2015, un equipo de investigadores de la universidad de Aveiro creó el proyecto Life+BRIGHT para la conservación del bosque. Uno de los objetivos es controlar e intentar erradicar las especies invasoras que dificultan el desarrollo adecuado de las autóctonas, ya sean de flora o fauna.

## Fauna
Busaco también posee una gran diversidad de especies faunísticas. El ecosistema del bosque provee las condiciones adecuadas para mantener mamíferos, aves, peces e invertebrados, incluyendo especies endémicas y protegidas. En 2003 el departamento de Biología de la universidad de Aveiro comenzó a inventariar sus habitantes zoológicos.
Se han contabilizado 36 especies de mamíferos, de ellos tres especies de murciélago, el ratonero grande, el pequeño de herradura y el grande de herradura, se consideran en estado de vulnerabilidad. También tres de las 80 especies de aves: el chotacabras europeo, el alcotán y la curruca mosquitera. 
Se han registrado 14 especies de reptiles, 10 de anfibios y 5 de peces, entre los que también hay vulnerables, como la víbora hocicuda, la salamandra rabilarga y el ruivaco, este último endémico de la península ibérica.

El inventario de los invertebrados, comenzado en 2012 y aún sin concluir, ya ha contabilizado alrededor de 600 especies, entre moluscos, arácnidos e insectos. Incluso el mayor escarabajo de Europa Lucanus cervus habita en Busaco.

## Ciclón Gong
El 19 de enero de 2013 el ciclón Gong asoló Portugal, causando importantes daños materiales. Destruyó varios cientos de granjas y derribó miles de árboles en los parques nacionales portugueses, entre ellos Busaco.